# クリス・コックス
クリス・コックス（Chris Cox）は、アメリカ合衆国の映画制作者・俳優・声優。

## 出演リスト

### 俳優として

#### テレビドラマ
- スモール・ショット - 彼自身

### 声優として

#### テレビアニメ
- ファミリー・ガイ - 追加の声
- アメリカン・ダッド - 追加の声
- ビリー&マンディ - 主なグッドヴァイブ
- ザ・バットマン - ユーティリティベルトとごろつき（1話）
- en:Justice League Unlimited（ジャスティス・リーグ・アンリミテッド ） - キャプテン・アトム（置換ジョージ・イーズ）
- MAD - 追加の声
- アベンジャーズ 地球最強のヒーロー - ホークアイ / クリムゾン・ダイナモ / ファンドラル

#### ゲーム
- スター・ウォーズ ローグ スコードロン III - ウェッジ・アンティリーズ
- スターウォーズジェダイナイトII：ジェダイアウトキャスト - ウェッジ・アンティリーズ
- スターウォーズ：戦争での帝国 - 反乱トルーパー / X-ウィングパイロット / 追加の声
- ジャック×ダクスター2 - ペッカー
- ジャックスリー - ペッカー
- シャドウ オブ ローマ - アントニウス
- メタルギアソリッド3 - 兵士
- killer7 - ガブリエル・クレメンス
- マーセナリーズ - セルゲイ・ボロノフ
- ダークセクター - 兵士 / 民間
- Dragon Age: Origins - 追加の声
- 戦場のヴァルキュリア2 - ヴァリオ・クラーツ
- VANQUISH - 追加の声
- ブレットストーム - レル
- アルティメット マーヴル VS. カプコン3 - ホークアイ
- Gears of War 2 - ベータ4ソルジャー / ケンタウロスのドライバー＃2 / KRパイロット＃1
- Gears of War 3 - KR-03パイロット
- スカイランダース スパイロズ・アドベンチャー - グーラムシャンク
- バットマン：アーカムシティ - デッドショット
- マーベル VS. カプコン:インフィニット - ホークアイ